# Prophezeiung aus Kremna
Die Prophezeiung aus Kremna ist eine Sammlung von Prophezeiungen, von denen behauptet wird, sie seien vor dem 20. Jahrhundert ausgesprochen und niedergeschrieben worden. Diese Prophezeiungen sagen Ereignisse des 20. und 21. Jahrhunderts voraus.

## Ursprung
Die Prophezeiung aus Kremna stammt aus dem serbischen Ort Kremna. Dort erwarben sich die beiden des Lesens und Schreibens nicht mächtigen Bauern Miloš Tarabić (Милош Тарабић) und sein Neffe Mitar Tarabić (Митар Тарабић, 1829–1899) den Ruf, die Zukunft vorhersagen zu können. Der orthodoxe Priester ihres Dorfes, Zaharije Zaharić (Захарије Захарић, 1836–1918), soll die Prophezeiungen der beiden Tarabić noch vor dem Ende des Jahres 1900 niedergeschrieben haben.

## Inhalt
Die Prophezeiungen bestehen aus 34 meist kurzen Artikeln, in denen recht genau Ereignisse „vorhergesagt“ werden, zum Beispiel den Zerfall Österreich-Ungarns und die Gründung von Jugoslawien („Hören Sie, Vater: nach dem ersten Großen Krieg wird Österreich verschwinden und Serbien wird so groß sein, wie ein echtes Königreich. Wir werden in Frieden mit unseren nördlichen Brüdern leben“).
Die angeblichen Prophezeiungen beschreiben sehr genau praktisch alle für Serbien und den Balkan relevanten geschichtlichen Ereignisse des 20. Jahrhunderts. Sie beinhalten nicht nur die Gründung und den Zerfall Jugoslawiens, sondern auch den ersten und Zweiten Weltkrieg, den Korea-Konflikt, den Vietnamkrieg, die jugoslawischen Erbfolgekriege und weitere Ereignisse, die im 20. Jahrhundert tatsächlich stattgefunden haben.
Für die Zeit nach der Jahrtausendwende werden die Prophezeiungen unklarer und weniger eindeutig. Für das frühe 21. Jahrhundert wird eine weltweite Pandemie vorhergesagt und die Erforschung „anderer Welten“ auf denen zwar Leben existiere, vom Menschen als solches aber nicht erkannt werde. Für die zweite Hälfte des 21. Jahrhunderts werden große Hungersnöte vorhergesagt, die verursacht werden durch die Wissenschafts- und Technikgläubigkeit der Menschen. Weitere Kriege, die jedoch Serbien nicht mehr als Kriegspartei sehen, werden angekündigt.

## Würdigung
Da die Quellenlage schlecht ist, ist die Überprüfung der Prophezeiungen auf Authentizität schwer bis unmöglich. Die sehr genaue „Vorhersage“ vieler Ereignisse des 20. Jahrhunderts lässt vermuten, dass die Prophezeiungen zu einem Zeitpunkt verfasst wurden, als diese Ereignisse bereits eingetreten waren. 2002 erschien eine kritische Analyse der Vorhersagen die zum Schluss kommt, die Vorhersagen seien keine echte Vorhersagen: Voja Antonić (auf Serbisch) in Kremansko neproročanstvo: studija jedne obmane (Non-Prophecy from Kremna - a study of deception). Seither ist jedoch, zum Beispiel, die Corona-Pandemie ausgebrochen, die gut mit einer der Vorhersagen übereinstimmt, die lautet: „Die ganze Welt wird von einer ungewöhnlichen Krankheit geplagt werden, und niemand wird eine Heilung dafür finden; jeder wird sagen ‚Ich weiß, ich weiß, weil ich gebildet bin und klug‘, aber niemand wird irgend etwas wissen. Die Leute werden sehr viel nachdenken, aber sie werden keine echte Heilung finden, welche aber, durch Gottes Hilfe, in ihnen und überall um sie herum sein wird.“